# Главна финансова прокуратура (Бразилия)
Главна финансова прокуратура (на португалски: Procuradoria-Geral da Fazenda Nacional (PGFN), букв. Главна прокуратура на националната хазна) в Бразилия е орган на Главната адвокатура на Съюза за юридическо консултиране на Министерството на финансите. Главната финансова прокуратура е федерален орган, който регистрира и организира събирането по съдебен път на просрочените задължения към Съюза (т.н. Активен дълг на Съюза (на португалски: Dívida Ativa da União). Сред основните задължения на Главната финансова прокуратура е и да осигурява процесуално представителство и защита на Съюза пред съда в спорове за фискални задължения и процедури, доколкото те касаят федерални вземания, както и социалноосигурителните вноски.
Въпреки че е интегрална част от Главната адвокатура на Съюза, Главната финансова прокуратура заема особено и уникално място в структурата на адвокатурата, тъй като е подчинена технически и юридически на главния адвокат на Съюза (чл. 2.º, § 1.º, Допълнителен закон nº 73/93), но административно е подчинена на министъра на финансите (чл. 12, Допълнителен закон nº 73/93 и чл. 1.º, Декерет-закон 147/1967). От 1 януари 2019 г., когато Министерството на финасите се влива в състава на новосформираното от президента Жаир Болсонаро Министерството на икономиката, Главната финансова прокуратура става орган от структурата на Министерството на икономиката. Едва през 2023 г. старото Министерство на финасите е възстановено, а Главната финансова прокуратура отново е върната към неговата структура.
Така Главната финансова прокуратура е публична адвокатурата по силата на конституцията, но едновременно с това е и орган на данъчната администрация, който е административна структура, подчинена на министъра на финансите.
Главната финансова прокуратура се ръководи от главен финансов прокурор, а членовете ѝ най-общо се наричат финансови прокурори.
Главната финансова прокуратура разполага с децентрализирани териториални звена, функциониращи на регионално и щатско равнище.
Петте регионални финансови прокуратури, чиито членове се наричат регионални финансови прокурори, осигуряват процесуално представителство на Съюза пред всеки от регионалните федерални съдилища. Техните седалища се намират в градовете, в които се намират и седалищата на отделните регионални федерални съдилища.
На щатско равнище, в столиците на отделните щати на федерацията функционират финансови прокуратури, чиито членове се наричат финансови прокурори.

## Структура
1. Централни органи:
  1. Кабинет
  2. Главна прокуратура към Данъчна и финансова консултативна служба (Procuradoria-Geral Adjunta de Consultoria Fiscal e Financeira)
  3. Главна прокуратура към Консултативна служба за данъчни спорове (Procuradoria-Geral Adjunta de Consultoria e Contencioso Tributário)
  4. Главна прокуратура към Консултативна служба за администрацията (Procuradoria-Geral Adjunta de Consultoria Administrativa)
  5. Департамент за управление на активния дълг на Съюза (Departamento de Gestão da Dívida Ativa da União)
  6. Департамент за корпоративното управление (Departamento de Gestão Corporativa)
2. Децентрализирани органи:
  1. Регионални финансови прокуратури:
    1. Регионална финансова прокуратура на Първи регион (Procuradoria-Regional da Fazenda Nacional na 1ª Região (PRFN-1ªR)
    2. Регионална финансова прокуратура на Втори регион (Procuradoria-Regional da Fazenda Nacional na 2ª Região (PRFN-2ªR)
    3. Регионална финансова прокуратура на Трети регион (Procuradoria-Regional da Fazenda Nacional na 3ª Região (PRFN-3ªR)
    4. Регионална финансова прокуратура на Четвърти регион (Procuradoria-Regional da Fazenda Nacional na 4ª Região (PRFN-4ªR)
    5. Регионална финансова прокуратура на Пети регион (Procuradoria-Regional da Fazenda Nacional na 5ª Região (PRFN-5ªR)

  2. Финансови прокуратури в отделните щати[6]